# Eupithecia cooptata
Eupithecia cooptata is een vlinder uit de familie spanners (Geometridae). De wetenschappelijke naam is voor het eerst geldig gepubliceerd in 1903 door Dietze.
De soort komt voor in Europa.